# Evžen Tošenovský
Evžen Tošenovský, né le 26 février 1956 à Ostrava, est un homme politique tchèque.

## Biographe
Diplômé de l'École supérieure des mines d'Ostrava, Evžen Tošenovský a travaillé de 1975 jusqu'en 2009 au sein des entreprises Vítkovice, a.s et PIKE Electronic, d'abord en tant qu'ouvrier, puis en tant que mathématicien analyste, et enfin comme conseiller du directeur général.
Membre du Parti démocratique civique (ODS) depuis 1992, il a été maire d'Ostrava de 1993 à 2000, avant de prendre la tête de la région de Moravie-Silésie de 2000 à 2008.
Lors des élections européennes de 2009, il est élu au Parlement européen, où il siège parmi les Conservateurs et réformistes européens. Il y a été réélu en 2014 et 2019.